# Рейд на Александрию
Рейд на Александрию (англ. Raid on Alexandria; итал. Impresa di Alessandria) — диверсионная операция штурмового подразделения Итальянского военно-морского флота (10-я флотилия MAS) проведенная 19 декабря 1941 года. 
В ходе атаки против британских кораблей, находившихся в Александрии, итальянцами были использованы человекоуправляемые торпеды «Майале», которые тяжело повредили линкоры «HMS Queen Elizabeth» и «HMS Valiant».

## Предыстория
Война на Средиземном море складывалась для итальянцев очень тяжело. В ходе британского авианалета на Таранто были тяжело повреждены три итальянских линкора, и вскоре Британия получила серьезное преимущество в крупных судах на полгода. В марте 1941 года в результате морского боя у Матапана Италия не только не потопила ни одного корабля противника, но лишилась ещё 5 кораблей (три крейсера и два эсминца). В условиях полного численного превосходства британского флота, итальянские конвои в Африку, атакуемые британскими авиацией и в частности флотом, несли огромные потери, что крайне негативно сказывалось на боеспособности итало-немецких войск в Африке. Ввиду этих факторов итальянцам было необходимо срочно восстановить равенство в судах. К декабрю 1941 итальянские моряки из 10-й флотилии MAS уже провели одну удачную диверсию, жертвами которой стали тяжелый крейсер «Йорк» и танкер «Периклес». Атака на Мальту в июле 1941 завершилась провалом.

## Подготовка к операции
В октябре 1941 года было принято решение о подготовке к атаке александрийской бухты. 3 декабря итальянская подводная лодка Шире покинула морскую базу в Ла-Специи вместе с тремя человекоуправляемыми торпедами «Майале», операцией командовал князь Юнио Боргезе, капитан 2-го ранга Королевских ВМС Италии. В Эгейском море субмарина тайно подобрала шестерых человек для управления торпедами. Это были лейтенант Луиджи Дюран де ла Пенне и Эмилио Бьянки (торпеда № 221), Винченцо Мартеллотта и Марио Марино (торпеда № 222), Антонио Марчелья и Спартако Шерга (торпеда № 223).

## Ход операции
Преодолев 3500 миль, через 4 суток подлодка подошла к бухте Александрии. 
Ночью 19 декабря «Шире» на глубине 15 метров и на расстоянии 2,1 км от гавани Александрии выпустила три человеко-торпеды с двумя моряками на каждой, которые незаметно пробрались в гавань. В тот момент британцы открыли боно-сетевые ограждения, чтобы позволить трём своим эсминцам пройти. 
У итальянцев были серьёзные проблемы в ходе операции: двигатель торпеды № 221 заглох (поэтому де ла Пенне потащил торпеду в одиночку вручную в направлении линкора «Вэлиент»), а Бьянки чуть не потерял сознание и вынужден был всплыть, чтобы запастись кислородом.
Луиджи де ла Пенне успешно установил магнитную мину под корпус корабля, но как только де ла Пенне и Бьянки всплыли, их тут же схватили британские моряки и подняли на борт судна. Капитан корабля Чарльз Морган собрал экипаж на верхней палубе и приказал посадить пленных итальянцев, которые не отвечали на вопросы по поводу целей своего пребывания в Александрии, в трюм. Как оказалось, трюм был ближе всего к месту предполагаемого взрыва. За 15 минут до взрыва де ла Пенне попросил о встрече с капитаном Морганом и сознался в том, что линкор заминирован, но при этом отказался сообщать подробности минирования. Британцы не подозревали, что заминированы ещё два корабля, поэтому не предпринимали никаких мер. В конце концов, вскоре на «Вэлианте» прогремел взрыв (примерно около 6 часов утра): к счастью, де ла Пенне и Бьянки не пострадали серьёзно (хотя в колено де ла Пенне угодили несколько звеньев корабельных цепей).
Экипаж третьей торпеды (Марчелья и Шерга) установил взрыватели под килем линкора «Queen Elizabeth». В 4:30 утра они успешно покинули гавань и, переодевшись в форму французских моряков, отправились дальше. Однако через два дня в Розетте, где итальянцы ждали свою подлодку «Шире», их арестовала местная полиция и выдала британцам. Параллельно второй экипаж (Мартеллота и Марино) безуспешно искал авианосец, который, как оказалось, ушёл из порта, поэтому вместо него итальянцы решили заминировать норвежский танкер «Сагона». Марино установил взрыватель в 2:55, и оба моряка ускользнули из гавани, но и их также арестовала полиция на контрольно-пропускном пункте.
Взрывы прогремели около 6 часов утра: «Вэлиант» вышел из строя на полгода, а «Куин Элизабет» — на 9 месяцев; но если на «Вэлианте» жертв удалось избежать, то на «Куин Элизабет» погибли 8 моряков. Ещё печальнее была участь танкера: при взрыве «Сагону» разломило на две части и полностью разрушило корму, и танкер тут же пошёл на дно. От взрыва серьёзно пострадал эсминец «Джервис». Линкоры удалось вернуть в состав флота спустя более чем год.

## Итоги операции
Урон, нанесённый британскому флоту, в течение следующих шести месяцев поставил Великобританию в критическую ситуацию: не только итальянцы справились со своим заданием; за три недели до этого немецкая подводная лодка U-331 торпедировала британский линкор «Барэм» (HMS Barham). 
В восточной части Средиземноморья итальянский флот прочно закрепил свои позиции и не позволял в течение следующих шести месяцев британцам наносить серьёзный ущерб конвоям (помощь оказали итальянцам также и подводный флот немцев и их авиация). 
Отчасти этот факт способствовал успешному весеннему наступлению в Африке итало-немецких войск. Это вылилось в итоге в то, что весной и летом 1942 года Великобритания потеряла два конвоя, которые шли на Мальту: первый уничтожили полностью итальянцы надводными кораблями, второй — немцы авиацией и подводными лодками.
Британцы сделали должные выводы из атаки и усилили охрану своих портов до предела. Одной из их мер предосторожности стал регулярный сброс в воду мощных зарядов, взрывы которых делали невозможным нахождение в бухте пловцов-диверсантов. Несмотря на то, что итальянские диверсии продолжались, британцы больше не допускали прежних ошибок и не позволяли взрывать корабли крупнее эсминцев (жертвами становились только торговые суда и танкеры). Более того, в Великобритании признали профессионализм итальянцев и начали готовить своих боевых пловцов, которые, однако, не были настолько успешными. Тем не менее, вплоть до конца войны британцы не чувствовали себя в безопасности даже в своих наиболее строго охраняемых бухтах. 
Восстановить «Вэлиант» британцы сумели к апрелю 1942 года, «Куин Элизабет» — к июню 1943 года (понадобилась помощь инженеров-кораблестроителей из США), «Джервис» — к январю 1942 года.
Операция имела огромное пропагандистское значение. Порт Александрии был одной из крупнейших и самых охраняемых баз британского ВМФ. Такая масштабная диверсия в данной бухте была крайне дерзким поступком и вызвала широкий резонанс. Итальянские боевые пловцы, в том числе командир подводной лодки Боргезе, были награждены за успешное выполнение операции золотой медалью «За доблесть» — высшей военной наградой Италии.

## В массовой культуре
Рейд на Александрию показан в британских фильмах «Молчаливый враг» (1958; в самом начале фильма), 
«Вэлиант» (1962; показан взрыв на корабле) и 
итальянском фильме «Семь звёзд Большой Медведицы» (1953; в фильме снимались участвовавшие в боевых действиях ветераны 10-й флотилии MAS).